# Smoke-A-Lot Records
Smoke-A-Lot Records ist ein Label, das 1998 vom US-Rapper Yukmouth gegründet wurde. Yukmouth, eine Hälfte vom erfolgreichen HipHop-Duo The Luniz, ist nicht nur Gründer, sondern auch gleichzeitig Inhaber, C.E.O. und Franchise Artist des Labels.

## Geschichte
Anfang der 1990er Jahre gründete der Bay Area Rapper Yukmouth zusammen mit Numskull alias Drink-A-Lot das HipHop Duo The Luniz, die 1995 mit dem Song I Got 5 on It einen weltweiten Smash-Hit landen konnten. Mit steigender Popularität und auftretenden ernsten Differenzen, sowohl zwischen Label und Band als auch zwischen den Mitgliedern Yukmouth und Numskull, trennten sich die Wege, nicht zuletzt deshalb, weil sein Partner Numskull ein paar Probleme mit dem Gesetz bekam und aus diesem Grund die Entwicklung der HipHop-Szene aus der Haft heraus verfolgen musste. Unterdessen begann Yuk beim in Houston im US-Bundesstaat Texas ansässigen Label Rap-A-Lot Records als Solo-Künstler.
Durch seine zahlreichen Soloveröffentlichungen und namhafte Zusammenarbeiten mit unter anderem Master P, Scarface und Tupac Shakur entwickelte er sich zu einem vielfach respektierten Solokünstler. Die Verantwortlichen von Rap-A-Lot Records sahen sich in Sachen Vertragsverlängerung in einer ungünstigen Position und boten ihm daher einen Vertrag an, welcher Yuk ein eigenes Label garantierte mit Vertrieb durch Rap-A-Lot Records.
Im Jahr 1998 gründete Yukmouth mit der Veröffentlichung seiner Compilation "United Ghettos of America Vol. 1" sein eigenes Label und taufte es auf den Namen Smoke-A-Lot Records. Den Namen für dieses Label hat er von seinem Alias Smoke-A-Lot abgeleitet. Die Veröffentlichungen des Labels werden seitdem durch Rap-A-Lot Records vertrieben.
Das Label ist seitdem das Zuhause von alteingesessenen HipHop Acts wie The Luniz, Dru Down, Thug Lordz (Yukmouth & C-Bo), The Regime und natürlich Yukmouth. Im Laufe der Zeit stießen dann noch aufstrebende Newcomers wie Ampichino, Nyce, Young Dru und Marc Shyst zum Roster, genauso wie der frühere DJ von Cali Untouchable: DJ Fingaz.
Smoke-A-Lot Records ist auch ein Parent Label für Godzilla Entertainment. Für Godzilla Entertainment übernehmen sie hauptsächlich den Vertrieb der Mixtape VÖs.

## Godzilla Entertainment
Smoke-A-Lot Records fertigt und vertreibt eigene Mixtapes, jedoch nicht über das eigene Label, sondern über ein eigens dafür eingerichtetes Sublabel namens Godzilla Entertainment. Vertrieben werden neben den Mixtapes auch Kleidung wie T-Shirts, Jacken und Hoodies. Der Name Godzilla Entertainment stammt von Yukmouths 2003 erschienen Soloalbum Godzilla.
Gegründet wurde Godzilla Entertainment von Yukmouth und wird von ihm zusammen mit seinem Manager Kat Gaynor geleitet.

## Diskografie (Auswahl)
- 1999 Thugged Out: The Albulation (Yukmouth)
- 2001 Thug Lord: The New Testament (Yukmouth)
- 2002 Silver & Black (The Luniz)
- 2002 United Ghettos of America Vol. 1 (Yukmouth Presents: Various)
- 2003 Godzilla (Yukmouth)
- 2004 In Thugz We Trust (Thug Lordz)
- 2004 United Ghettos of America Vol. 2 (Yukmouth Presents: Various)
- 2005 AK-47 Soundtrack to the Street (Yukmouth Presents: Ampichino)
- 2005 Superheros: Hot Az A Heata Vol. 2 (Yukmouth Presents: Young Skrilla)
- 2005 All Out War Vol. 1 (The Regime)
- 2005 All Out War Vol. 2 (The Regime)
- 2006 All Out War Vol. 3 (The Regime)
- 2006 Million Dollar Game (Yukmouth)
- 2007 The City of Dope Vol. 1 (Yukmouth)

## Künstler
- Yukmouth
- The Regime
- Thug Lordz (bestehend aus Yukmouth und C-Bo)
- Dru Down
- Ampichino
- Jamal
- Young Dru
- DJ Fingaz
- Marc Shyst